# Calanthe sylvatica
Calanthe sylvatica  es una especie de orquídea de hábito terrestre originaria  de África y Asia. 

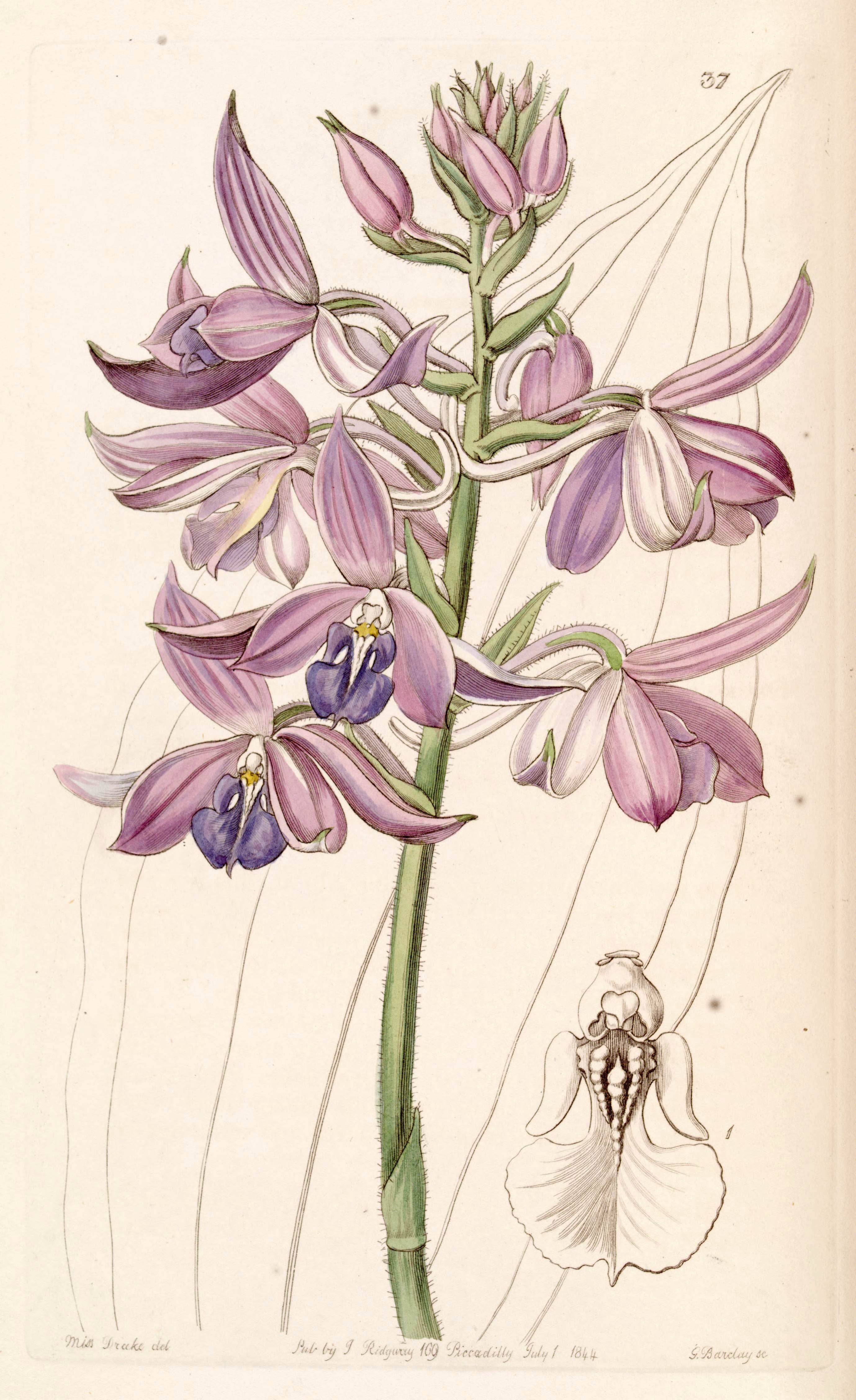
Ilustración

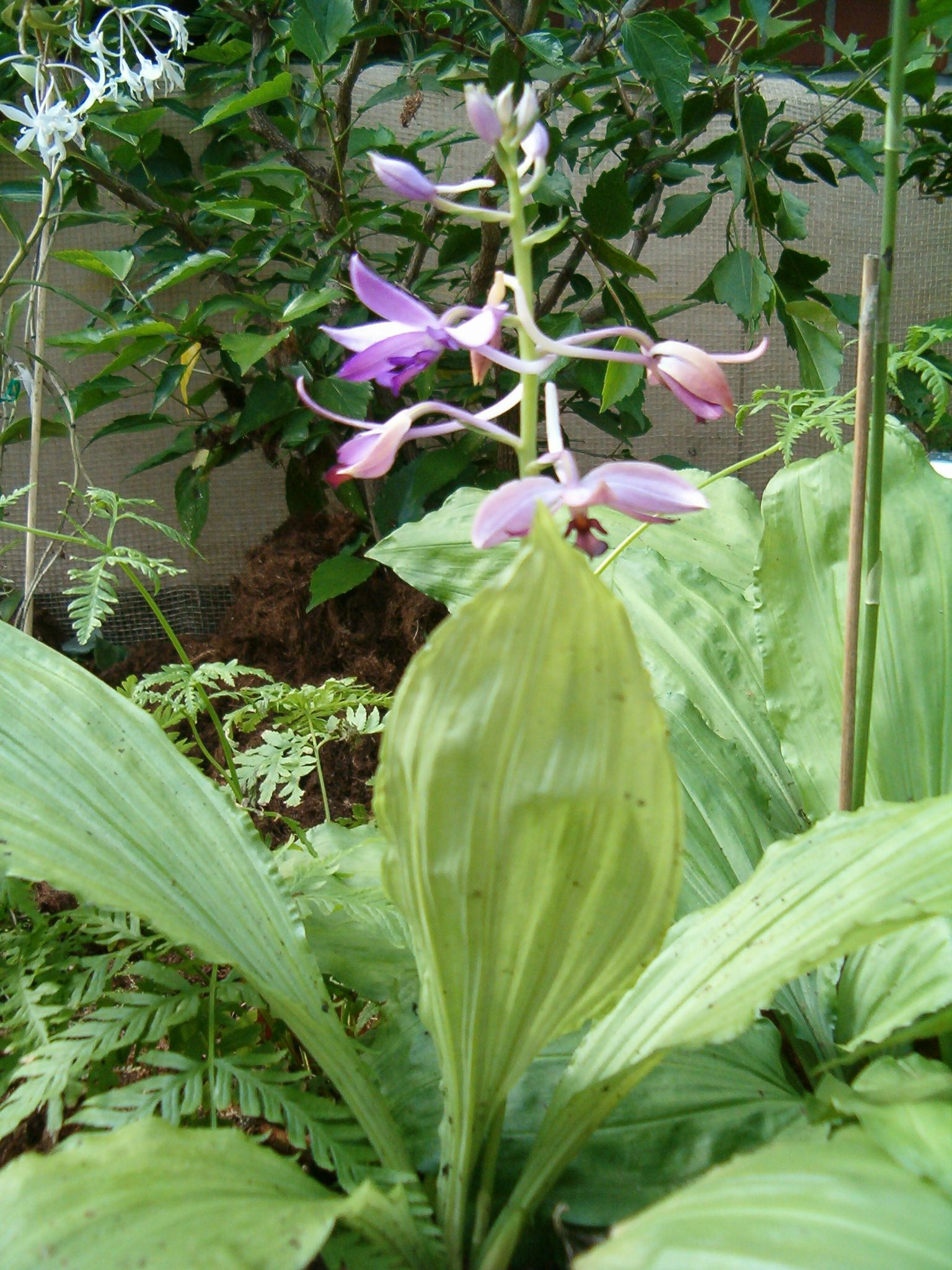
Vista de la planta

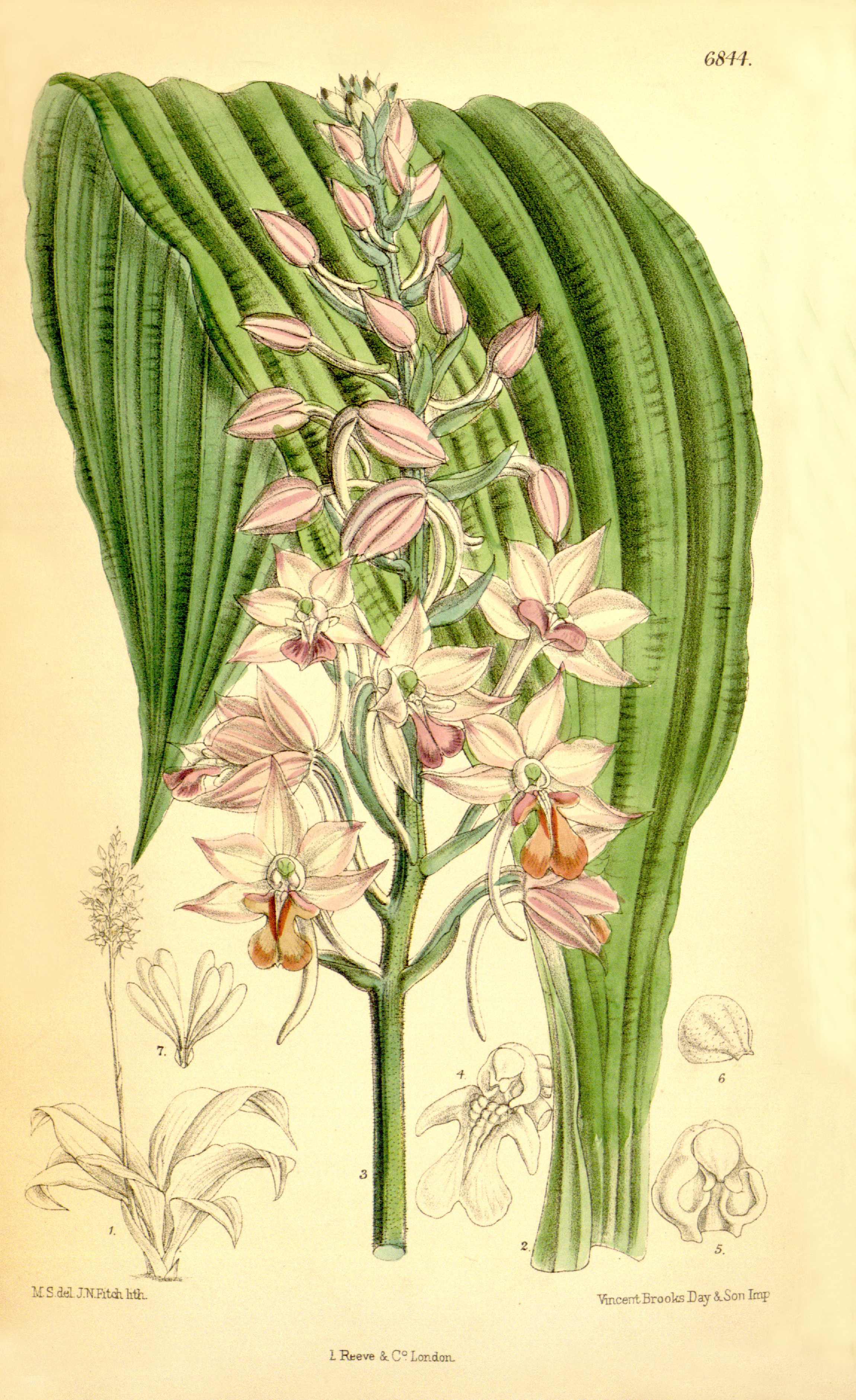
Ilustración

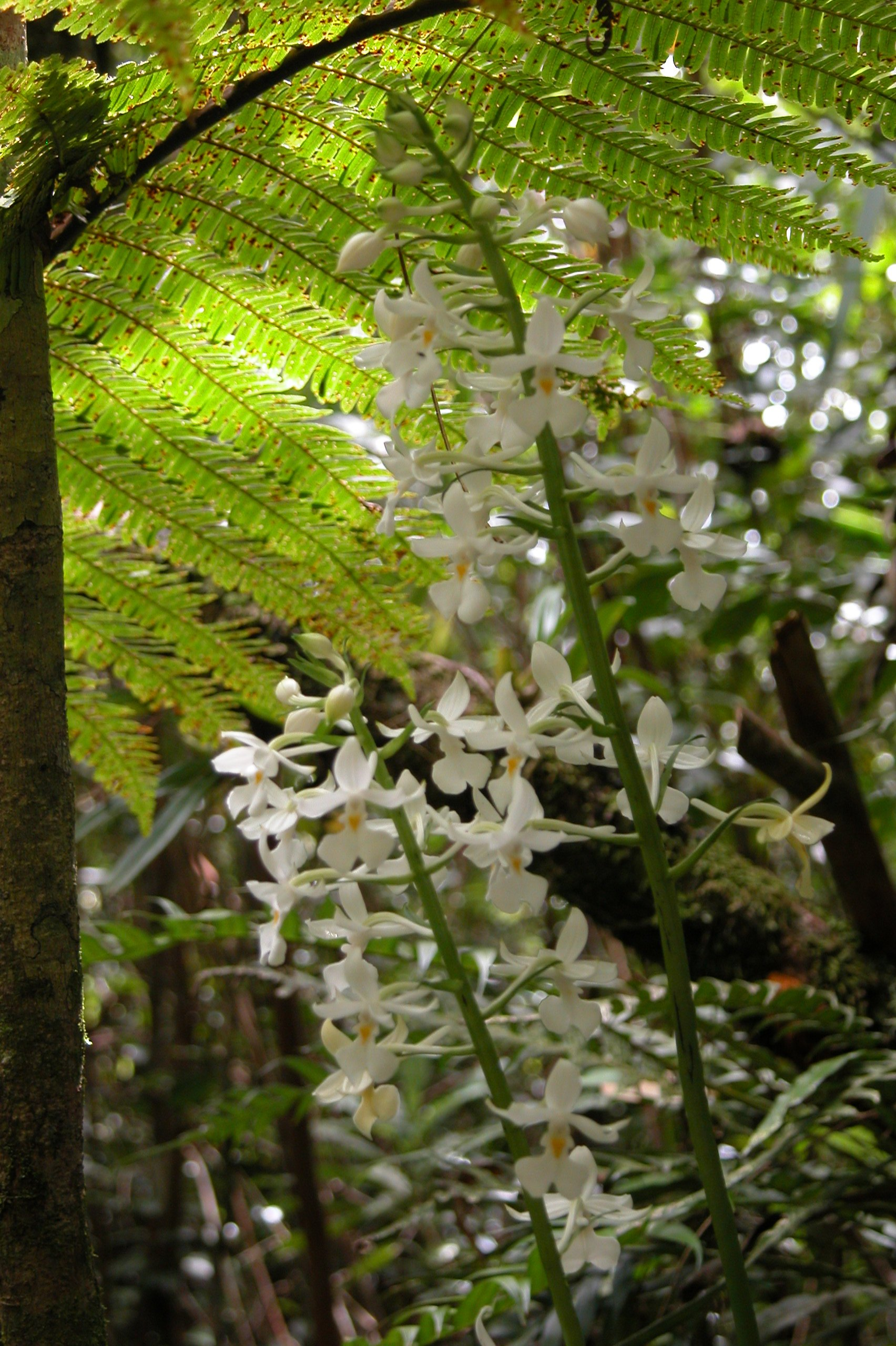
Inflorescencia

## Descripción
Es una orquídea de tamaño mediano, con creciente hábito terrestre con los pequeños pseudobulbos ovoides, de 2 a 4 nodos,  envueltos por vainas basales y llevando varias hojas, amplias, elíptico-lanceoladas, plegadas longitudinalmente acanaladas, de color verde oscuro, surcadas, suavemente pubescente, acuminadas, estrechando gradualmente abajo en las hojas basales pecioladas que están estrechadas en la base terminando en un pecíolo. Florece en la primavera y el verano en una inflorescencia erecta que abre sus flores sucesivamente, de 50 a 70 cm  de largo, racemosa, ligeramente pubescente, con pocas para muchas  flores.

## Distribución y hábitat
Se encuentra en Angola, Burundi, Camerún, Guinea Ecuatorial, Gabón, Guinea, Kenia, Malawi, Ruanda, Santo Tomé y Príncipe, Sierra Leona, Sudáfrica, Suazilandia, Tanzania, Uganda, Zaire, Zambia, Zimbabue, Islas Comoras, Madagascar y las Mascareñas, India, Myanmar, Tailandia, Vietnam, Isla de Java, Sumatra, Borneo, Vietnam y el sureste de China, en las elevaciones de 400 a 2.700 metros en los bosques de hoja ancha, de hoja perenne, bosques primarios húmedos en suelos humedecidos por las nieblas y salpicados a lo largo de los cursos de aguas rápidas en el humus y la sombra profunda.

## Taxonomía
Calanthe sylvatica fue descrita por (Thouars)  Lindl. y publicado en The Genera and Species of Orchidaceous Plants 250. 1833.
Etimología
Ver: Calanthe
sylvatica epíteto latíno que significa "de los bosques".
Sinonimia
- Alismorchis emarginata (Lindl.) Kuntze
- Alismorchis masuca (D. Don) Kuntze
- Alismorchis natalensis (Rchb. f.) Kuntze
- Alismorchis pleiochroma (Rchb. f.) Kuntze
- Alismorchis purpurea (Lindl.) Kuntze
- Alismorchis textori (Miq.) Kuntze
- Alismorkis centrosis (Thouars) Steud.
- Alismorkis emarginata (Blume) Kuntze
- Alismorkis masuca (D.Don) Kuntze
- Alismorkis natalensis (Rchb.f.) Kuntze
- Alismorkis plantaginea (Thouars) Kuntze
- Alismorkis pleiochroma (Rchb.f.) Kuntze
- Alismorkis purpurea (Lindl.) Kuntze
- Alismorkis textorii (Miq.) Kuntze
- Amblyglottis emarginata Blume
- Bletia masuca D.Don
- Bletia sylvatica (Thouars) Bojer
- Calanthe candida Bosser
- Calanthe corymbosa (Thouars) Lindl.
- Calanthe curtisii Rchb.f.
- Calanthe delphinioides Kraenzl.
- Calanthe emarginata (Blume) Lindl.
- Calanthe furcata f. masuca (D.Don) M.Hiroe
- Calanthe furcata f. textorii (Miq.) M.Hiroe
- Calanthe kintaroi Yamam.
- Calanthe longicalcarata Hayata ex Yamam.
- Calanthe masuca (D.Don) Lindl.
- Calanthe natalensis (Rchb.f.) Rchb.f.
- Calanthe neglecta Schltr.
- Calanthe okinawensis f. albiflora Ida
- Calanthe pleiochroma Rchb.f.
- Calanthe purpurea Lindl.
- Calanthe sanderiana Rolfe
- Calanthe schliebenii Mansf.
- Calanthe seikooensis Yamam.
- Calanthe stolzii Schltr.
- Calanthe textorii Miq.
- Calanthe versicolor Lindl.
- Calanthe violacea Rolfe
- Calanthe volkensii Rolfe
- Calanthe wightii Rchb.f.
- Centrosia aubertii A.Rich.
- Centrosis corymbosa Thouars
- Centrosis plantaginea Thouars
- Centrosis sylvatica Thouars
- Zoduba masuca (D.Don) Buch.-Ham.[1][3][4]